# Іван Зелезняк
Іван Зелезняк (ісп. Iván Zelezniak) — аргентинський професійний борець українського походження. У 1940-х і 1950-х роках був відомий як «Людина-Гора», він брав участь в епічних боях проти Мартіна Карадагяна в Луна-парку.

## Біографія
Зелезняк народився в Україні, п'ять разів був чемпіоном (з 1947 по 1951 рік, п'ять разів на подіумі йому поступився Карадагян) на турнірах, організованих у Луна-парку. У 1947 році він вперше зустрівся на подіумі з Мартіном Карадагяном, якого переміг після кривавого бою. У 1956 році він знову мав поєдинок з Карадагяном, у якому на кону були бороди обох. Карадагіан переміг Людину-Гору, після чого Зелезняк вирішив піти з професійного спорту.
У 1950 році він брав участь у фільмі «Чемпіон сили» (Campeón a la fuerza) режисера Хуана Сіреса. А в 1951 році він зіграв у фільмі «Героїчний Боніфаціо» (El heroico Bonifacio) . Він також знімався у Мексиці у фільмі «Феноменальний борець» (El luchador fenómeno, 1952), з Адальберто Мартінесом і Барбарою Гіль та Вольфом Рувінскісом у головних ролях.
У 1962 році Карадагян найняв його для участі в змаганні «Титани на ринзі» (Titanes en el Ring), серед зірок якого були «Алі» Баргач, Арарат і Ель Індіо Команчі.